# Articolo 9 della costituzione giapponese
L'articolo 9 della costituzione giapponese (日本国憲法第9条?, Nihonkokukenpō dai kyū-jō) è una clausola della Costituzione del Giappone che proibisce la guerra come mezzo per risolvere le controversie internazionali che coinvolgono lo Stato.
La sua genesi deriva direttamente da un'imposizione degli Stati Uniti nel 1946, al termine della seconda guerra mondiale, sebbene comunque questo articolo sia entrato in vigore il 3 maggio 1947. Nel suo testo, lo Stato rinuncia formalmente al diritto sovrano di belligeranza a favore di una pace internazionale basata su ordine e giustizia. Nell'articolo è anche specificato che, per raggiungere questi obbiettivi, le Forze armate potenzialmente belligeranti verranno dissolte.
Per via dell'ambiguità lessicale, l'articolo, pur non essendo mai stato modificato dall'approvazione della Costituzione, ha visto una serie di interpretazioni varie, l'ultima delle quali in senso più estensivo (e dunque anche contestata), attuata dal Primo ministro Shinzō Abe per facilitare le operazioni (specie in contesti internazionali) delle Forze di autodifesa del paese, le forze armate de facto del paese.

## Testo dell'articolo
Qui un raffronto tra testo originale in giapponese, traduzione ufficiale inglese e traduzione in italiano:
第1項 日本国民は、正義と秩序を基調とする国際平和を誠実に希求し、国権の発動たる戦争と、武力による威嚇又は武力の行使は、国際紛争を解決する手段としては、永久にこれを放棄する。

第2項 前項の目的を達するため、陸海空軍その他の戦力は、これを保持しない。国の交戦権は、これを認めない。 (?)»
(Testo giapponese)
(1) Aspiring sincerely to an international peace based on justice and order, the Japanese people forever renounce war as a sovereign right of the nation and the threat or use of force as means of settling international disputes.

(2) In order to accomplish the aim of the preceding paragraph, land, sea, and air forces, as well as other war potential, will never be maintained. The right of belligerency of the state will not be recognized.»
(Testo inglese)
(1) Aspirando fermamente a una pace internazionale basata sulla giustizia e sull'ordine, è fatta rinuncia per sempre dal popolo giapponese alla guerra, quale diritto sovrano della nazione, e alla minaccia o all'uso della forza, quale mezzo per risolvere le controversie con altre nazioni.

(2) Al fine di raggiungere l'aspirazione del precedente paragrafo, il mantenimento delle forze di terra, di mare e dell'aria, e così pure degli altri mezzi bellici non sarà mai autorizzato. Il diritto di belligeranza dello Stato non sarà riconosciuto.»
(Testo italiano)